# Список умерших в 1126 году

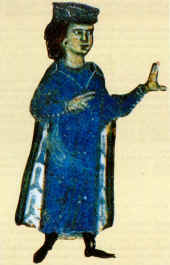
Гильом IX Трубадур

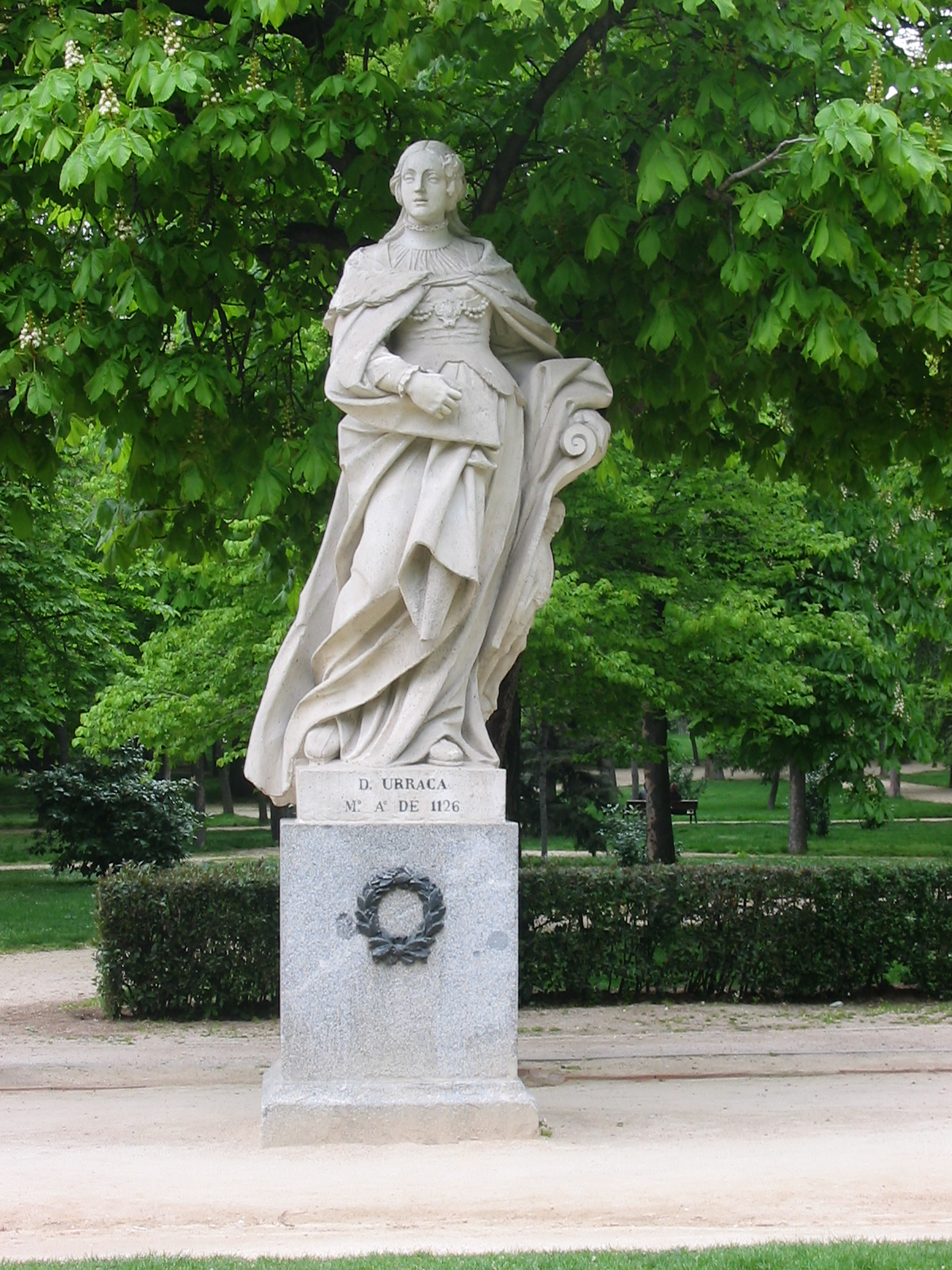
Уррака

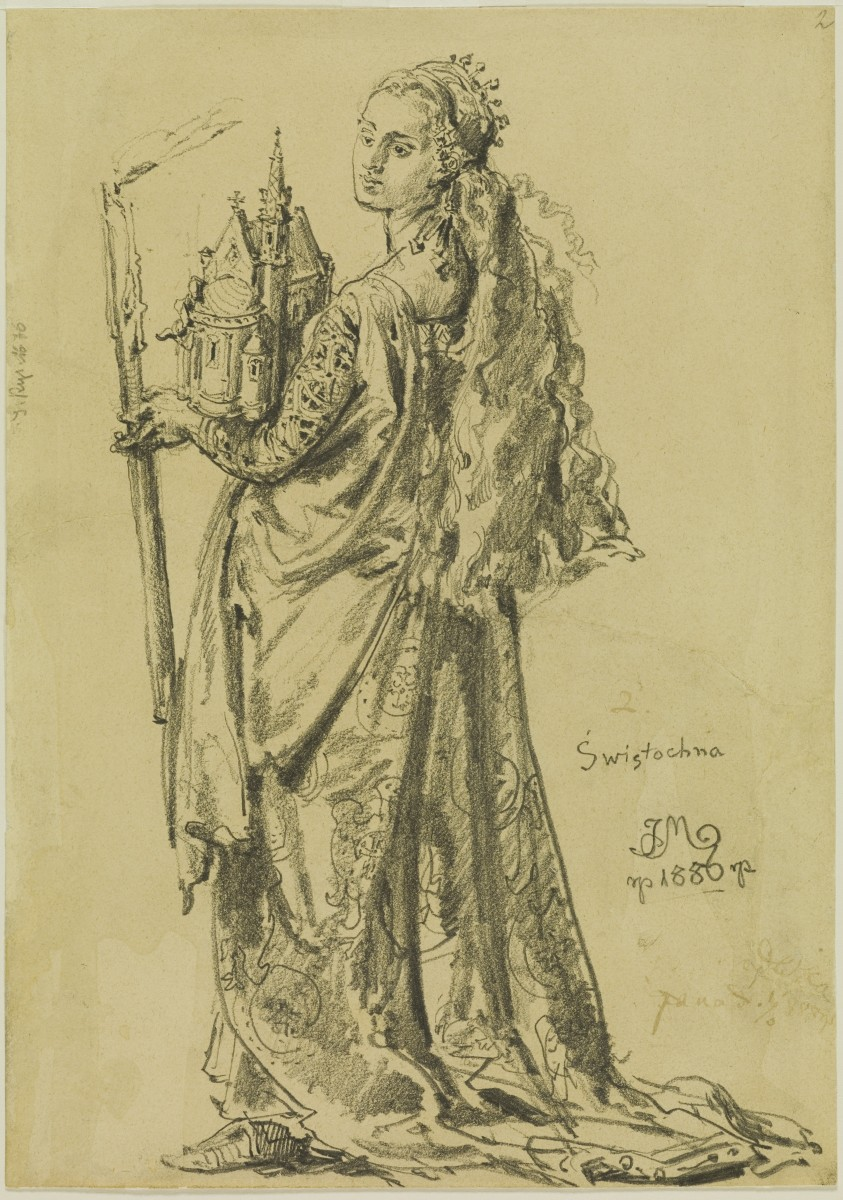
Светослава Польская

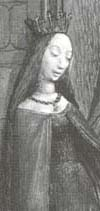
Констанция Французская

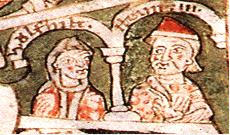
Генрих IX Чёрный и Вульфхильда Саксонская

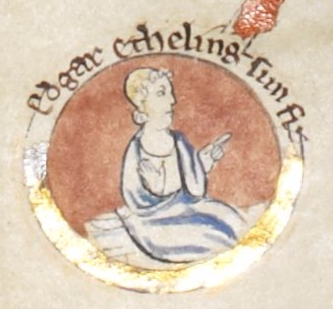
Эдгар Этелинг

В этой статье представлен список известных людей, умерших в 1126 году.
См. также: Категория:Умершие в 1126 году

## Январь
- 15 января — Ирменгарда Мэнская — графиня дю Мэн (1110—1126), жена Фулька Иерусалимского

## Февраль
- 10 февраля — Гильом (Гильем) IX Трубадур (р. 1071) — герцог Аквитании и граф Пуатье (1085—1126), участник Арьергардного крестового похода, родоначальник европейской средневековой поэзии, первый из известных трубадуров.
- 18 февраля:
  - Гебхард II фон Кверфурт — граф Кверфурта.
  - Ота II Чёрный — князь Оломоуцкий (1091—1110, 1113—1126), князь Брненский (1123—1126), претендент на чешский престол. Погиб в битве при Хлумце

## Март
- 3 марта — Хартвиг I фон Шпанхайм[нем.] — епископ Регенсбурга (1106—1126)
- 8 марта — Уррака — графиня Галисии (1095—1109), королева Леона и королева Кастилии (1109—1126), королева-консорт Арагона и Наварры (1109—1114) как жена Альфонсо I Воителя Императрица всей Испании
- Витале — католический церковный деятель.

## Май
- 19 мая — Никита — митрополит Киевский и всея Руси (1122—1126)

## Июнь
- 14 июня — Гуго (Юг) I Шампанский — граф де Бар-сюр-Об (1089—1125), граф де Труа и граф де Мо (1093—1125), первый граф Шампани (1102—1025). Умер после отречения в Палестине

## Июль
- 30 июля — Сесилия Нормандская — дочь английского короля Вильгельма I Завоевателя, аббатиса монастыря Святой Троицы в Кане с 1112 года

## Сентябрь
- 1 сентября — Светослава Польская — княгиня-консорт Чехии (1062—1085), первая королева-консорт Чехии (1085—1092), жена Вратислава II
- 14 сентября — Констанция Французская — первая графиня-консорт Шампани (ок. 1094—1104), жена Гуго I Шампанского, первая княгиня-консорт Антиохии (1106—1111), жена Боэмунда I, регент Калабрии и Апули (1111—1120)

## Декабрь
- 13 декабря — Генрих IX Чёрный — герцог Баварии — (1120—1126). Умер после отречения в монастыре.
- 28 декабря — Понс де Мельгёль — аббат Клюни (1109—1122)
- 29 декабря — Вульфхильда Саксонская — герцогиня-консорт Баварии (1020—1026), жена Генриха IX Чёрного

## Дата неизвестна или требует уточнения
- Аль-Тутили[англ.] — мусульманский андалузский поэт
- Ак-Сункур аль-Бурсуки — сельджукский атабек Мосула (1113—1115, 1121—1126), эмир Алеппо (1125—1126)
- Бертран из Комменжа — епископ Комменжа, святой римско-католической церкви, давший имя городу Сен-Бертран-де-Комменж[1]. По некоторым источникам, умер в 1123 году
- Ахмад аль-Газали — персидский суфийский мистик, писатель и проповедник.
- Гао Цю[англ.] — китайский правительственный чиновник, один из антигероев романа «Речные заводи»
- Геймо[нем.] — епископ Вроцлава (1120—1126)
- Крешенцио Сабинский — кардинал-епископ Сабины с 1002 года, декан Коллегии кардиналов (1106—1126)
- Ли Чжагём — политик династии Корё.
- Морфия Мелитенская — графиня-консорт Эдессы (1101—1118), королева-консорт Иерусалима (1118—1126). Жена Балдуина II Иерусалимского По другим источникам, умерла в 1127 году.
- Одеризио ди Сангро — граф Сангро, католический церковный деятель.
- Птолемей I[англ.] — граф Тускулумский (ок. 1108—1126)
- Рагнвальд Глупый — король Швеции.
- Раймунд[англ.] — епископ Барбастро (1104—1126), святой римско-католической церкви[2].
- Рауль III де Тосни — англо-нормандский аристократ из рода де Тосни, приближённый короля Англии Генриха I Боклерка.
- Темим ибн Юсуф — наместник Альморамидов в Испании, победитель в битве при Уклесе
- Тун Гуань[англ.] — китайский политик и генерал, персонаж романа «Речные заводи»
- Уолтер Фиц-Роджер — английский барон, шериф Глостершира и кастелян Глостерского замка примерно с 1197 года, констебль английского королевского двора (с 1114).
- Цай Цзинн[англ.] — китайский чиновник, антигерой романа «Речные заводи»
- Целестин II — антипапа (1224).
- Эдгар Этелинг — король Англии (1066) — последний представитель Уэссексской королевской династии, провозглашённый (но не коронованный) королём Англии в период нормандского завоевания 1066 г. участник первого крестового похода (дата смерти предположительна)
- Эккехард из Ауры — средневековый немецкий монах-бенедиктинец и хронист, автор "Всеобщей хроники"
- Энна Мак Мурхада — король Лейнстера (1117—1126) и Дублина (1122—1126), представитель Мак Мурхада, ветви династии Уи Хеннселайг.
- Ян II — епископ Оломоуца (1104—1126)